# Arvika (stad)
Arvika is de hoofdstad van de gemeente Arvika in het landschap Värmland en de provincie Värmlands län in Zweden. De stad heeft 14.244 inwoners (2010) en een oppervlakte van 1066 hectare.

## Geografie
Arvika ligt aan Kyrkviken, een inham van de Glafsfjord, die geen echte fjord maar een binnenmeer is. De stad ligt in een heuvelachtig gebied. Storkasberget is de hoogste heuvel in de buurt van het stadscentrum. Van alle Zweedse havenplaatsen is de haven van Arvika het verst verwijderd van de zee of een groot meer. De stad staat door verschillende kanalen in verbinding met het Vänermeer en het Götakanaal.

## Verkeer en vervoer
Bij de plaats lopen de Riksväg 61, Länsväg 172 en Länsväg 175.
De plaats heeft een station aan de spoorlijn Charlottenberg - Laxå.

## Geboren
- Kenny Bräck (1966), autocoureur